# Elis Wiklund
Elis Wiklund, född 12 december 1909 i Ullånger, död 15 mars 1982 i Sollefteå, var en svensk längdåkare som tävlade under 1930- och 40-talet. Wiklund deltog i två mästerskap. Det första var VM 1934 i Sollefteå där han vann guld på 50 kilometer. Det andra var OS 1936 där han åter vann guld på 50 kilometer.
Han var även dragspelare och spelade in fyra skivsidor tillsammans med Gösta Westerlund.